# Frank Rosenfelt
Frank E. Rosenfelt (Brooklyn, 15 de novembro de 1921 — Los Angeles, 2 de agosto de 2007) foi um empresário norte-americano que atuou como CEO do estúdio Metro-Goldwyn-Mayer de 1972 a 1982.